# Vielha e Mijaran (Gerichtsbezirk)
Der Gerichtsbezirk Vielha e Mijaran ist einer der sieben Gerichtsbezirke in der Provinz Lleida.
Der Bezirk umfasst 9 Gemeinden auf einer Fläche von 632,93 km² mit dem Hauptquartier in Vielha e Mijaran.

## Gemeinden
| Gemeinde                        | Einwohner (2024) | Fläche km² | Dichte Einw./km² | Cod INE | Postleitzahl |
| ------------------------------- | ---------------- | ---------- | ---------------- | ------- | ------------ |
| Arres                           | 64               | 11,60      | 6                | 25031   | 25551        |
| Bausen                          | 60               | 17,64      | 3                | 25045   | 25549        |
| Es Bòrdes                       | 280              | 21,67      | 13               | 25057   | 25551        |
| Bossòst                         | 1.141            | 28,11      | 41               | 25059   | 25550        |
| Canejan                         | 101              | 48,52      | 2                | 25063   | 25548        |
| Les                             | 1.013            | 23,35      | 43               | 25121   | 25540        |
| Naut Aran                       | 1.899            | 255,25     | 7                | 25025   | 25598        |
| Vielha e Mijaran                | 5.832            | 211,41     | 28               | 25243   | 25530        |
| Vilamòs                         | 175              | 15,38      | 11               | 25247   | 25551        |
| Gerichtsbezirk Vielha e Mijaran | 10.565           | 632,93     | 17               | –       | –            |